# Strzelce (Domaszowice)
Strzelce (deutsch: Strehlitz) ist eine Ortschaft in der Landgemeinde Domaszowice im Powiat Namysłowski der Woiwodschaft Opole in Polen Niederschlesien.

## Geographische Lage
Das Waldhufendorf Strzelce liegt zwei Kilometer nordwestlich von Domaszowice (Noldau), elf Kilometer südöstlich der Kreisstadt Namysłów (Namslau) sowie 60 Kilometer nördlich der Woiwodschaftshauptstadt Opole (Oppeln) in der Schlesischen Tiefebene. Durch den Ort fließt die Strzałka. Südlich des Ortes liegt verläuft die Kluczbork–Oleśnica sowie die Landesstraße Droga krajowa 42. Ortsteil von Strzelce ist der Weiler Szerzyna (Breitedorf).
Nachbarorte sind im Westen Rychnów (Reichen), im Nordwesten Bukowa Śląska (Buchelsdorf), im Norden Woskowice Małe (Lorzendorf) und im Südosten Domaszowice (Noldau).

## Geschichte

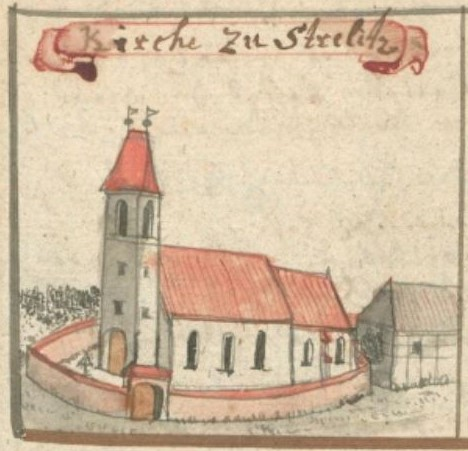
Martinskirche in Strehlitz – Zeichnung aus dem 18. Jahrhundert

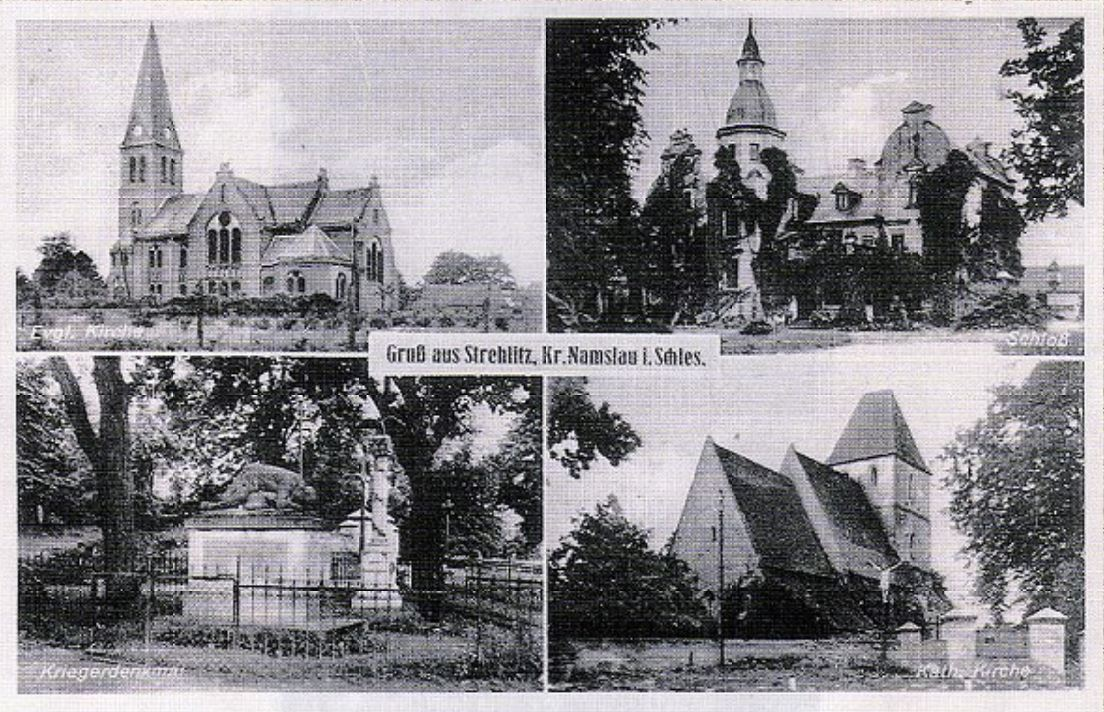
Ansichten von Strehlitz um 1935

Der Ort wurde erstmals 1235 erwähnt. Ende des 13. Jahrhunderts wurde die Kirche im Ort errichtet. Der Ortsname leitet sich vom polnischen Begriff „strzelać“ (schießen) ab, übersetzt in etwa Schützendorf. Für das Jahr 1359 ist der Ortsname Strelicz belegt.
1613 wurde die katholische hölzerne Katharina errichtet. Nach dem Ersten Schlesischen Krieg 1742 fiel Grambschütz mit dem größten Teil Schlesiens an Preußen.
Nach der Neuorganisation der Provinz Schlesien gehörte die Landgemeinde Strehlitz ab 1816 zum Landkreis Namslau im Regierungsbezirk Breslau. 1845 bestanden im Dorf eine katholische Kirche, eine evangelische Schule, eine katholische Kirche, drei Vorwerke, eine Freischoltisei, eine Wassermühle, eine Windmühle und 140 Häuser. Im gleichen Jahr lebten in Strehlitz 1244 Menschen, davon 587 katholisch und 19 jüdisch. 1874 wurde der Amtsbezirk Strehlitz gegründet, welcher die Landgemeinden Strehlitz I, Strehlitz II und Strehlitz III und den Gutsbezirk Strehlitz I umfasste. Erster Amtsvorsteher war der Rittergutsbesitzer und Lieutenant Benneke in Strehlitz. Zwischen 1896 und 1897 wurde die evangelische Kirche errichtet.
1933 zählte Strehlitz 1473 sowie 1939 1508 Einwohner. Bis 1945 gehörte der Ort zum Landkreis Namslau.
Als Folge des Zweiten Weltkrieges kam der Ort 1945 an Polen, wurde in Strzelce umbenannt und der Woiwodschaft Schlesien angeschlossen. Am 26. Oktober 1946 wurde die noch verbliebene deutsche Bevölkerung vertrieben. 1950 wurde Strzelce der Woiwodschaft Opole zugeteilt. Um 1950 wurde die evangelische Kirche abgerissen. 1999 wurde es Teil des wiedergegründeten Powiat Namysłowski.

## Sehenswürdigkeiten

### Kirche St. Martin
Die römisch-katholische Kirche St. Martin (poln. Kościół św. Marcina) wurde 1326 erstmals erwähnt. Ein erster Kirchenbau entstand bereits Ende des 13. Jahrhunderts. Die Kirche entstand im gotischen Stil. Der um 1500 erbaute westliche Glockenturm steht auf einem rechteckigen Grundriss und besitzt ein Satteldach. Die Inneneinrichtung entstand Mitte des 19. Jahrhunderts im neogotischen Stil. Der Kirchenbau steht seit 1965 unter Denkmalschutz.

### Schloss Strehlitz

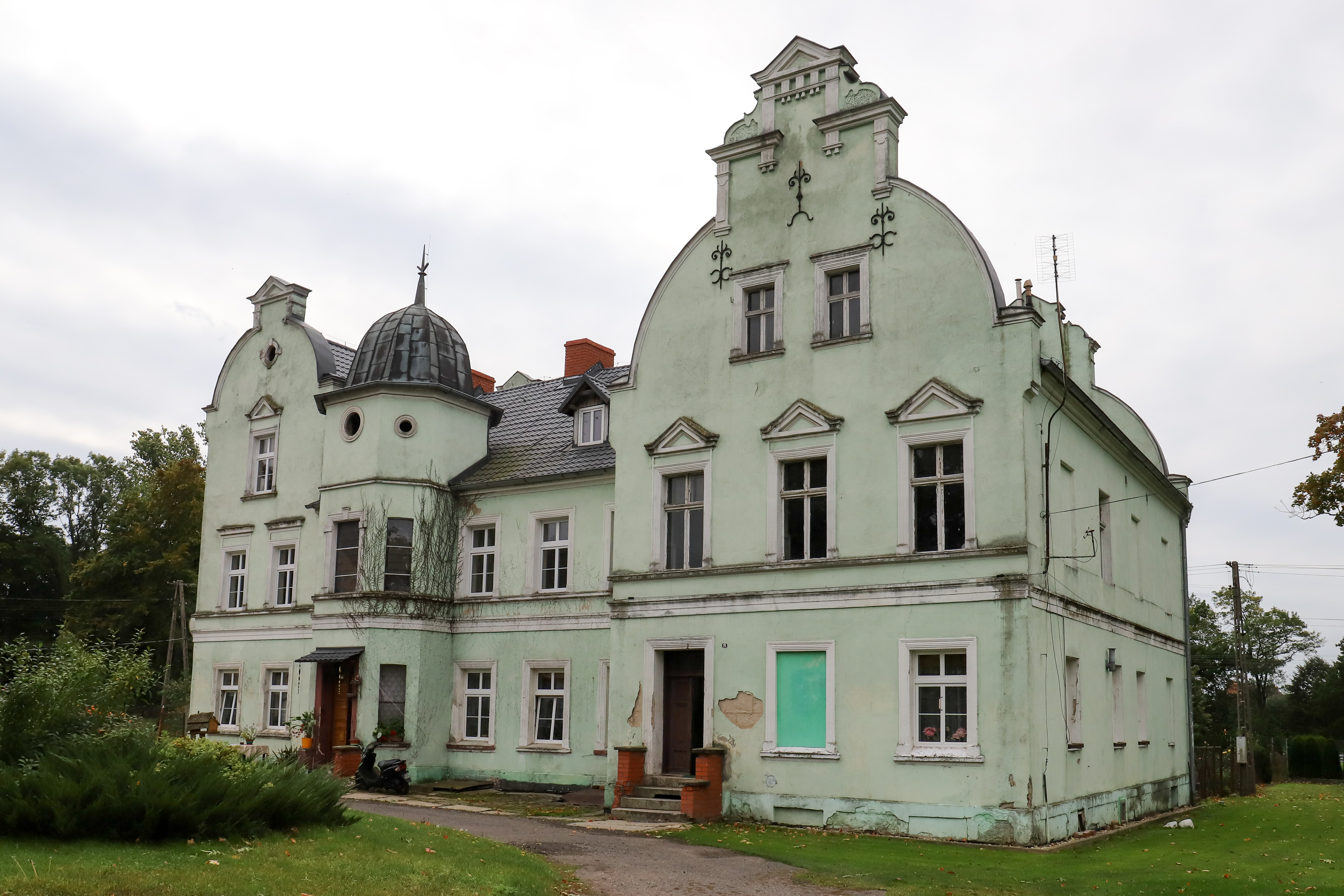
Das Schloß

Das Schloss Strehlitz (poln. Pałac Strzelce) entstand Anfang des 19. Jahrhunderts errichtet. Ende des 19. Jahrhunderts wurde der Schlossbau im eklektischen Stil umgebaut. Nach 1945 wurde das Schloss zu einem Mehrfamilienhaus umgebaut. Der Schlossbau steht seit 2014 unter Denkmalschutz.

### Weitere Sehenswürdigkeiten
- Der Schlosspark mit einer Größe von 5,5 Hektar wurde im 19. Jahrhundert angelegt.
- Marienstatue – ehemaliges Gefallenendenkmal
- Steinernes Wegekreuz
- Hölzernes Wegekreuz

## Söhne und Töchter des Ortes
- Martin Kilian (1928–2014), deutscher Bobfahrer, Sportfunktionär und Kommunalpolitiker
- Karlheinz Misera (1933–2008), deutscher Rechtswissenschaftler und Hochschullehrer

## Vereine
- Fußballverein LZS Strzelce Namysłowskie
- Freiwillige Feuerwehr OPS Strzelce